# Perizoma plumbeata
Perizoma plumbeata är en fjärilsart som beskrevs av Moore 1888. Perizoma plumbeata ingår i släktet Perizoma och familjen mätare. Inga underarter finns listade i Catalogue of Life.